# Olingo štíhlý
Olingo štíhlý, také medvídek štíhlý (Bassaricyon gabbii), je medvídkovitá šelma patřící do rodu olingo (Bassaricyon). Vědeckými synonymy jsou Bassaricyon lasius, Bassaricyon pauli a Bassaricyon richardsoni. Druh popsal Joel Asaph Allen roku 1876.

## Výskyt
Vyskytuje se v centru Střední Ameriky v Panamě, Kostarice a Nikaragui, neověřené záznamy mohou prokazovat přítomnost olinga i v Hondurasu a Guatemale. Kratší studie z roku 2016 potvrzuje výskyt olinga i v kolumbijských Andách. Olingo žije v baldachýnu stálezelených lesů i okrajů lesů v nadmořských výškách 1 600 až 2 000 m n. m., na zem slézá zřídka. Vyskytuje se v blízkosti vody.

## Popis
Olingo štíhlý měří bez ocasu 35 až 47 cm, ocas dosahuje délky 40 až 48 cm. Druh váží mezi 970 až 1 500 g. Hlava je plochá, se zaoblenýma ušima. Zbarvení je hnědé, může dosahovat až šedavohnědých odstínů, na zádech je tmavší. Spodek těla má barvu smetanovou. Ocas je slabě páskovaný. Druh se vzhledem podobá kynkažu (Potus flavus), se kterou je i zaměňován, na rozdíl od ní se však nedokáže za svůj ocas zachytit.

## Chování
Je to noční stromové zvíře žijící obvykle samotářsky, byly však pozorovány i krmící se skupinky. Žere například ovoce či nektar, loví také malé druhy obratlovců; v porovnání s kynkažu konzumuje masa více, o jeho stravě však bylo získáno málo informací. Představuje rozptylovače semen. Studie z roku 2022 zjistila, že může být významným rozptylovačem semen vzácného epifytního cykasu Zamia pseudoparasitica.
Mezi přirozené nepřátele se řadí jaguár americký (Panthera onca). Systém páření nebyl u druhu studován, rozmnožování probíhá sezónně. Po 73 až 74denní březosti samice vrhne jedno 55gramové mládě, jež má zavřené oči, které se otevřou asi za 27 dní. Rodičovská péče nebyla zkoumána. Pohlavní dospělosti mláďata dovrší asi ve 21. až 24. měsíci života. V přírodě se olingo dožívá méně než deseti let (délka jedné generace činí 8,4 let), v zajetí se věk ale může vyšplhat až na 25 let.

## Vztah s lidmi
Nebezpečí představuje odlesňování a lov. Mezinárodní svaz ochrany přírody však druh považuje za málo dotčený, i proto, že o něm není známo mnoho informací. Zároveň uvádí doporučení k přehodnocení, až bude více informací zjištěno. V Kostarice je druh zapsán na třetí přílohu úmluvy CITES.
Původní obyvatelé Ameriky olingy zabíjejí, protože se podle nich jedná o nebezpečná zvířata.